# Министерская реформа

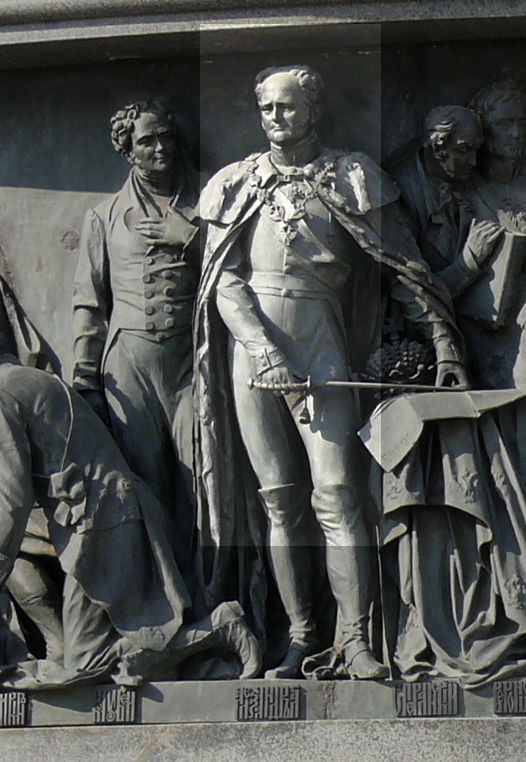
Александр I на памятнике «1000-летие России» в Великом Новгороде

Министерская реформа — одна из реформ государственного управления Российской империи, проведённых в начале XIX века при императоре Александре I. Первый этап реформы пришёлся на 1802—1803 годы, второй этап был осуществлён в 1806—1811 годах. В результате реформы на смену архаичным коллегиям пришли министерства.

## Предыстория
Восшествие на престол Александра I принесло реформы государственного управления: по вступлении на престол молодой император Александр I создал «Непременный совет», шла активная работа над новыми законами, но требовалась и новая управленческая система, способная оперативно решать множество нарастающих проблем государственной политики. 8 сентября 1802 года Александр I подписал манифест об учреждении министерств. Ещё тогда император-реформатор подчеркивал, что «мы ожидаем от них верности, деятельности и усердия ко благу общему…».

## Истоки министерской реформы

### Первые преобразовательные опыты
Первые преобразовательные опыты были связаны с начальным периодом правления императора Александра I, чьё вступление на престол было восторженно воспринято русским обществом.
Новое правительство поспешило сразу заявить направление, в каком оно намерено было действовать. В манифесте 12 марта 1801 года император принимал на себя обязательство управлять народом «по законам и по сердцу своей премудрой бабки». В указах, как и в частных беседах, император выражал основное правило, которым он будет руководствоваться: на место личного произвола деятельно водворять строгую законность. Император не раз указывал на главный недостаток, которым страдал русский государственный порядок. Этот недостаток он называл «произволом нашего правления». Для его устранения необходимо было разработать фундаментальные законы, которых почти ещё не было в России. Именно в таком направлении велись преобразовательные опыты первых лет.
С первых дней нового царствования императора окружили люди, которых он призвал помогать ему в преобразовательных работах. То были бывшие члены великокняжеского кружка: граф П. А. Строганов, граф В. П. Кочубей, князь А. Чарторыйский и Н. Н. Новосильцев. Эти люди составили так называемый «Негласный комитет», собиравшийся в течение 1801—1803 годов в укромной комнате императора и вместе с ним вырабатывавший план необходимых преобразований. Задачей этого комитета было помогать императору «в систематической работе над реформою бесформенного здания управления империей». Положено было предварительно изучить настоящее положение империи, потом преобразовать отдельные части администрации и эти отдельные реформы завершить «уложением, установленным на основании истинного народного духа». «Негласный комитет», функционировавший до 9 ноября 1803 года, за два с половиной года рассмотрел вопросы осуществления сенатской и министерской реформы, деятельности «Непременного совета», крестьянский вопрос, коронационные проекты 1801 года и ряд внешнеполитических мероприятий.
Начали с центрального управления. Собиравшийся по личному усмотрению императрицы Екатерины II Совет при Высочайшем дворе 30 марта (11 апреля) 1801 года был заменён постоянным учреждением, получившим название «Непременного совета», для рассмотрения и обсуждения государственных дел и постановлений. Он состоял из 12 высших сановников без разделения на департаменты.
Через полтора года были преобразованы петровские коллегии, уже при Екатерине II утратившие свой первоначальный характер. Тогда же был издан именной указ о правах и обязанностях Сената.
Одновременно с реформами административными затронуты были и общественные отношения. Здесь также резко заявлено было направление, в каком предполагалось действовать. Направление это состояло в уравнении всех общественных состояний перед законом. Так, новые центральные ведомства, министерства явились единоличными учреждениями, а руководимые ими губернские учреждения сохранили прежний коллегиальный строй.

### Подготовка и разработка министерской реформы
Обсуждению министерской реформы были посвящены 9 заседаний Негласного комитета (8 заседаний с 10 февраля по 12 мая 1802 г. и одно заседание 16 марта 1803 г.). Министерская реформа имела как сторонников (В. П. Кочубей, Н. Н. Новосильцев, А. Чарторыйский, П. А. Строганов и др.), так и противников (Д. П. Трощинский, С. П. Румянцев, П. В. Завадовский и др.).
Начало становлению министерской системы управления в России было положено 8 сентября 1802 года манифестом «Об учреждении министерств». Этим документом коллегии были преобразованы в восемь министерств — иностранных дел, военных сухопутных сил, морских сил, внутренних дел, финансов, юстиции, коммерции и народного просвещения.
Помимо восьми новых министерств, Манифест определил положение двух других учреждений государственного управления, существовавших прежде, — «ведомства» Государственного казначея и Экспедиции о государственных доходах. Они продолжали действовать «впредь до издания полного по сей части Устава», на основании Указа от 24 октября 1780 года. Согласно данному указу, Экспедиция о государственных доходах подчинялась лицу, исполняющему должность Государственного казначея. Таким образом, подтверждался статус Государственного казначейства как ещё одного, наряду с восемью министерствами, центрального учреждения государственного управления.
По Манифесту 8 сентября 1802 года прежние коллегии и подчинённые им места были переподчинены министерствам или вошли в них в качестве департаментов; главным отличием новых органов центрального управления было единоличное управление: каждое ведомство управлялось министром вместо прежнего коллегиального присутствия; министры были ответственны перед Сенатом. Каждый подчинённый орган представлял своему министру еженедельные мемории о текущих делах и представления в особых случаях. Министр отвечал на них предложениями. Подчинённые органы в случае несогласия с предложениями министра представляли министру рассуждения. Если последний настаивал на своем предложении, то оно исполнялось, а мнение подчинённых органов заносилось в журнал.
Таким образом, было осуществлено совмещение двух систем государственного управления — коллежской и министерской, что было следствием компромиссного решения, принятого Александром I на заседании «Негласного комитета» 24 марта 1802 года. В соответствии с данным решением, коллегии не упразднялись, а продолжали действовать в подчинении министрам и подлежали постепенному упразднению в будущем, когда опыт покажет их бесполезность. В помощь министрам (кроме министров военных сухопутных сил, морских сил, коммерции и Государственного казначея) назначались заместители — товарищи министров, которые могли замещать последних в период их отсутствия. Министры обязывались немедленно заняться образованием своих канцелярий и составлением их штатов.
Последнее предложение Манифеста кратко упоминает о комитете, «составленном единственно» из министров, рассматривающем текущие дела. Таким образом создавался важный орган государственного управления — Комитет министров, оказавший значительное влияние не только на министерскую систему, но и на всю систему государственной власти Российской империи.

### Преобразовательный план Сперанского
В первые годы царствования Александра I М. М. Сперанский ещё оставался в тени, хотя готовил некоторые документы и проекты для членов «Негласного комитета», в том числе и по министерской реформе. Уже через неделю после вступления Александра I на престол Сперанский был назначен статс-секретарём при Д. П. Трощинском, который, в свою очередь, исполнял работу государственного секретаря при Александре I. Таким образом Сперанский оказался в кругу лиц, которые во многом определяли политику государства. Способности помощника Трощинского привлекли к себе внимание членов «Негласного комитета». Летом 1801 года В. П. Кочубей взял Сперанского в свою «команду». В это время в «Негласном комитете» шла работа по разработке министерской реформы.
После осуществления реформы Кочубей, возглавивший министерство внутренних дел, перевёл его в свою канцелярию. В июне 1802 года Сперанский возглавил в Министерстве внутренних дел отдел, которому предписывалось готовить проекты государственных преобразований.
В 1802—1804 годах Сперанский подготовил несколько собственных политических записок: «О коренных законах государства», «О постепенности усовершения общественного», «О силе общественного мнения», «Ещё нечто о свободе и рабстве». В этих документах он впервые изложил свои взгляды на состояние государственного аппарата России и обосновал необходимость реформ в стране.
20 февраля 1803 года при непосредственном участии Сперанского был опубликован знаменитый указ «о свободных (вольных) хлебопашцах». Согласно этому указу помещики получили право отпускать крепостных на «волю», наделяя их землей. Вдохновленный «записками» молодого деятеля, царь через В. П. Кочубея поручает Сперанскому написать капитальный трактат — план преобразования государственной машины империи, и он с жаром отдается новой работе.
В 1803 году по поручению императора Сперанский составил «Записку об устройстве судебных и правительственных учреждений в России», в которой проявил себя сторонником конституционной монархии, создаваемой путём постепенного реформирования общества на основе тщательно разработанного плана. Практического значения, однако, эта Записка тогда не имела. Лишь в 1807 году, после неудачных войн с Францией и подписания Тильзитского мира, в условиях внутриполитического кризиса, Александр вновь обратился к планам реформ.
Сперанский был по существу усердным и старательным чиновником, независимым в силу своего происхождения от той или иной группировки сановной аристократии. Ему предстояло разработать и претворить в жизнь план реформ на основе идей и принципов, подсказанных императором.
Свою новую роль Сперанский получил не сразу. Сперва император поручал ему некоторые «частные дела». Уже в 1807 году Сперанского несколько раз приглашают на обед ко двору, осенью этого года он сопровождает Александра в Витебск, на военный смотр, а год спустя — в Эрфурт, на встречу с Наполеоном. Это был уже знак высокого доверия. В Эрфурте Сперанский, отлично владевший французским языком, сблизился с представителями французской администрации, присмотрелся к ним и многому от них научился. По возвращении в Россию Сперанский назначен был товарищем министра юстиции и вместе с императором начал работать над общим планом государственных реформ.
Наиболее полно реформаторские взгляды М. М. Сперанского были отражены в записке 1809 года — «Введение к уложению государственных законов». Реформатор придавал большое значение регулирующей роли государства в развитии отечественной промышленности и своими политическими преобразованиями всемерно укреплял самодержавие. Сперанский пишет: «Если бы права государственной власти были неограниченны, если бы силы государственные соединены были в державной власти и никаких прав не оставляли бы они подданным, тогда государство было бы в рабстве и правление было бы деспотическое».
План реформ, составленный Сперанским, был как бы изложением мыслей, идей и намерений самого государя. Как верно замечает современный исследователь этой проблемы С. В. Мироненко, «самостоятельно, без санкции царя и его одобрения, Сперанский никогда не решился бы на предложение мер, чрезвычайно радикальных в условиях тогдашней России».

## Завершающий этап министерской реформы

### Устройство центрального управления по плану Сперанского
28 марта 1806 года министр внутренних дел В. П. Кочубей подал Александру I «Записку об учреждении министерств». В ней отмечалось «совершенное смешение» в государственном управлении, которое «дошло до самой высшей степени» после министерской реформы 1802 года. Министр предлагал следующие меры к исправлению положения:
- подбор на министерские посты единомышленников;
- определение отношения министерств к Сенату, Комитету министров, Непременному совету, губернскому управлению;
- урегулирование отношений между министерствами;
- наделение министров правомочием разрешения дел по существу;
- определение ответственности министров.

Внешнеполитические события 1805—1808 годов (война с Францией в составе третьей коалиции в 1805 году и четвёртой коалиции — в 1806—1807 годах, русско-французские переговоры в Тильзите в июне 1807 года и в Эрфурте в октябре 1808 года) отвлекли внимание Александра I от дел внутреннего управления. Но именно в данное время всё более активное участие в осуществлении министерской реформы начинает принимать М. М. Сперанский — подлинный автор доклада от 18 июля 1803 года и записки от 28 марта 1806 года.

### Законодательная точка в реформе
С конца 1808 года М. М. Сперанский становится ближайшим сподвижником Александра I, с санкции последнего занимающимся «предметами высшего управления». К октябрю 1809 года недостатки министерской реформы были систематизированы М. М. Сперанским в его «Введении к уложению государственных законов» — обширном плане реформ всего внутриполитического устройства страны, составленном по поручению Александра I.
В данном проекте Сперанский выделяет три основных недостатка министерской реформы:
- недостаток ответственности министров;
- некоторая неточность и несоразмерность в разделении дел между министерствами;
- недостаток точных правил или учреждения[2].

На устранение данных недостатков и было направлено новое преобразование министерств 1810—1811 годов. Министерская реформа вступила в свой завершающий период. Его начало провозглашалось уже в Манифесте «Об учреждении Государственного совета»: «Различные части, Министерствам вверенные, требуют разных дополнений. При первоначальном учреждении предполагаемо было, постепенно и соображаясь с самым их действием, приводить эти установления к совершенству. Опыт показал необходимость довершить их удобнейшим дел разделением. Мы предложим Совету начала окончательного их устройства и главные основания Общего Министерского Наказа, в коем с точностью определяются отношения Министров к другим Государственным Установлениям и будут означены пределы действия и степень их ответственности».
Юридической основой завершающего периода министерской реформы стали три законодательных акта:
- Манифест «О разделении государственных дел на особые управления, с обозначением предметов, каждому управлению принадлежащих» от 25 июля 1810 года,
- «Высочайше утверждённое разделение государственных дел по министерствам» от 17 августа 1810 года и
- «Общее учреждение министерств» от 25 июня 1811 года.[3]

Данные акты предварительно обсуждались в специально созданном для рассмотрения предложений о преобразовании министерств, Сената и о новом порядке рекрутских наборов Комитете председателей департаментов Государственного совета, который действовал с 27 мая 1810 по 28 ноября 1811 года. Далее проекты утверждались на общем собрании Государственного совета и подавались на утверждение императора. Проекты всех трёх актов были разработаны М. М. Сперанским.
Манифест от 25 июля 1810 года разделял все государственные дела «в порядке исполнительном» на пять главных частей:
- внешние сношения, которые находились в ведении министерства иностранных дел;
- устройство внешней безопасности, которое поручалось военному и морскому министерствам;
- государственная экономия, которой ведали министерства внутренних дел, просвещения, финансов, Государственный казначей, ревизия государственных счетов, Главное управление путей сообщения;
- устройство суда гражданского и уголовного, которое поручалось министерству юстиции;
- устройство внутренней безопасности, вошедшее в компетенцию министерства полиции.

Манифестом провозглашалось создание новых центральных органов государственного управления — министерства полиции и Главного управления духовных дел разных исповеданий.
Значительно изменялась компетенция министерства внутренних дел: его главным предметом становилось «попечение о распространении и поощрении земледелия и промышленности». К министерству полиции переходили все дела, относящиеся к полиции «предохранительной» и «исполнительной». Учреждалось звание Государственного контролёра — руководителя ревизии государственных счетов.
Подробности и спорные вопросы, возникшие при непосредственном распределении дел, обсуждались в Комитете министров на заседании 4 августа 1810 года. Были заслушаны доклады министров иностранных дел, финансов, народного просвещения, юстиции, а также товарища министра внутренних дел.
Результатом этого обсуждения стало «Высочайше утверждённое разделение государственных дел по министерствам» от 17 августа 1810 года. Данный акт конкретизировал состав министерств внутренних дел, полиции, народного просвещения, финансов, Главного управления духовных дел иностранных исповеданий, а также зафиксировал факт ликвидации министерства коммерции.
Продолжением конкретизации в сфере государственного управления стал Манифест 28 января 1811 года. «Об устройстве Главного управления ревизии государственных счетов».
«Общее учреждение министерств» от 25 июня 1811 года стало главным законодательным актом министерской реформы. Структурно оно состояло из двух частей:
- «Образование министерств»;
- «Общий наказ министерствам».

Манифест определял общее разделение государственных дел и предметы каждого министерства и главного управления, во многом текстуально повторяя положения Манифеста 25 июля 1810 года. Им устанавливалось единое общее организационное устройство центральных органов управления. Министерство возглавлялось министром и его товарищем (заместителем). При министре состояли канцелярия и совет министра. Аппарат министерства состоял из нескольких департаментов, делившихся на отделения, которые, в свою очередь, делились на столы. Устанавливался жёсткий принцип единоначалия. Министр подчинялся императору, назначаясь и смещаясь по его выбору. Непосредственно министру подчинялись директора департаментов и канцелярии. Директорам департаментов подчинялись начальники отделений. Начальникам отделений подчинялись столоначальники.
Таким образом, в 1810—1812 годах были заложены правовые основы и создана отраслевая система управления в стране. Дальнейшее развитие министерств строилось уже с учетом управленческих потребностей государства. Изменения в составе министерств в первой половине XIX столетия были связаны с поиском путей наиболее рациональной системы центрального управления империей.
Все осуществлённые части преобразовательного плана Сперанского относятся к центральному управлению, и именно их осуществление сообщило последнему более стройный вид. Это был второй, более решительный приступ к устройству нового государственного порядка, которому предшествовали две частные меры, имевшие внутреннюю связь с готовившимися реформами, поскольку они задавали дух и направление этой реформы, указывая, какие люди требуются для новых правительственных учреждений. 3 апреля 1809 года издан был «Указ о придворных званиях». Этот документ изменил положение дворян, носивших звания камергера и камер-юнкера, которые не соединялись с определёнными и постоянными должностными обязанностями, однако давали важные преимущества. Указом предписывалось всем, носившим эти звания, но не состоявшим в какой-нибудь службе, в двухмесячный срок поступить на такую службу, заявив, по какому ведомству они желают служить. Сами же эти звания впредь становились простым отличием, не соединённым ни с какими служебными правами.
Указ 6 августа того же года установил порядок производства в гражданские чины коллежского асессора (8-й класс) и статского советника (5-й класс). Эти чины, которыми в значительной степени обусловливалось назначение на должности, приобретались не только заслугой, но и простой выслугой, то есть установленным сроком службы. Новый указ запретил производить в эти чины служащих, которые не имели свидетельства об окончании курса в одном из российских университетов или не выдержали в университете экзамена по установленной программе, которая и была приложена к указу. По этой программе от желавшего получить чин коллежского асессора или статского советника требовалось знание русского языка и одного из иностранных, знание прав естественного, римского и гражданского, государственной экономии и уголовных законов, основательное знакомство с отечественной историей и элементарные сведения в истории всеобщей, в статистике Русского государства, в географии, даже в математике и физике.
1 января 1810 года открыт был преобразованный Государственный совет. Значение его в системе управления было выражено в Манифесте 1 января определением, что в нём «все части управления в их главном отношении к законодательству сообразуются и чрез него восходят к верховной власти». Это значит, что Государственный совет был призван обсуждать все стороны государственного устройства, решать, насколько они нуждаются в новых законах, и представлять свои соображения на усмотрение верховной власти.

## Память

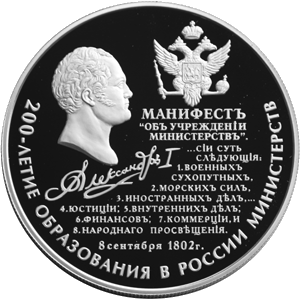
Монета Банка России — Серия: 200-летие образования в России министерств. 25 рублей, реверс

- Банк России отметил юбилей реформы выпуском памятной монеты «200-летие образования российских министерств».